# 普萊瑟斯米爾 (肯塔基州)
普萊瑟斯米爾（英語：Prices Mill）是位於美國肯塔基州辛普森縣的一個非建制地區。

## 地理
普萊瑟斯米爾所處的海拔為高於海平面175米（即574英呎），而該地所採用的時區為UTC-6，即北美中部時區（CST）。同時該地設有夏令時間，為UTC-6調快一小時，即UTC-5（CDT）。